# Mont Avic
Il Mont Avic (pron. fr. AFI: [mɔ̃t‿avik]; alt. 3006 m s.l.m.) è una montagna delle Alpi Graie.

## Descrizione

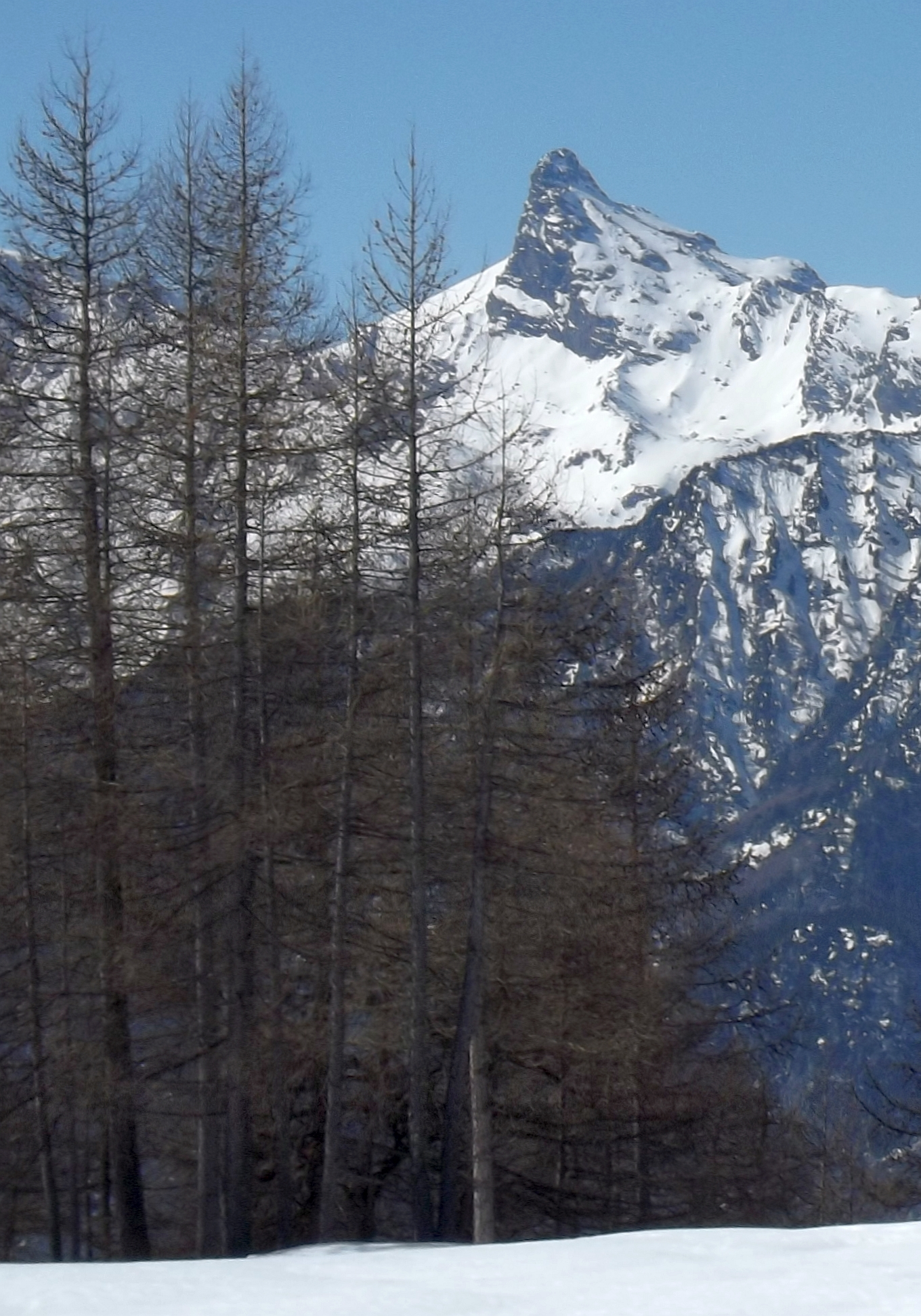
L'Avic d'inverno dal col Tzecore (Emarèse).

Il monte è situato sulla cresta che si stacca verso N dal Mont Glacier (3186 m s.l.m.). La cima si trova nella regione Valle d'Aosta, sul confine tra i comuni di Champdepraz e Chambave, e dà il nome al parco omonimo.
Sulla vetta nel 1957 è stata posta da alcuni giovani di Champdepraz una madonnina, dono della sezione di Ivrea del CAI.

## Toponimo
Secondo quanto riportato dalla guida del CAI, il nome è una probabile rielaborazione di Mont Aù, contrazione di Monte Acuto, vista anche la forma assai aguzza della montagna.

## Ascensioni
La prima ascensione fu effettuata il 24 settembre 1875 da Martino Baretti, G. Bovio ed Ernesto Santelli con tre minatori di Champdepraz.

## Vie alpinistiche
La via normale parte dalla Valle di Champdepraz; il percorso iniziale segue i sentieri del parco, ma termina con passaggi alpinistici di II grado nella piramide sommitale. L'ascensione è considerata di tipo escursionistico, con difficoltà valutata in EE.. Altri salitori invece la classificano già alpinistica, di difficoltà F.